# Florijn (flatgebouw)

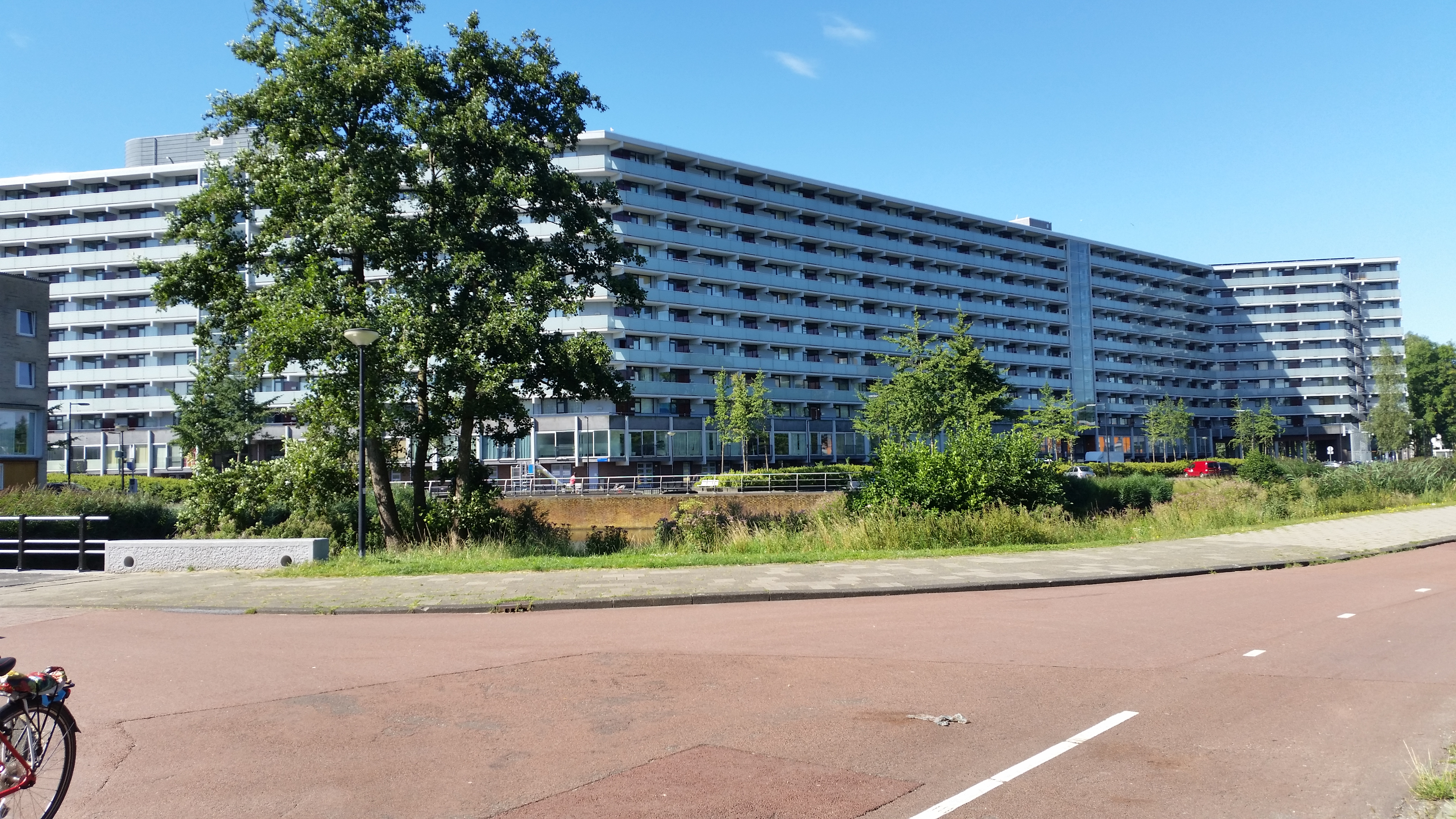
Honingraatflat Florijn (augustus 2020)

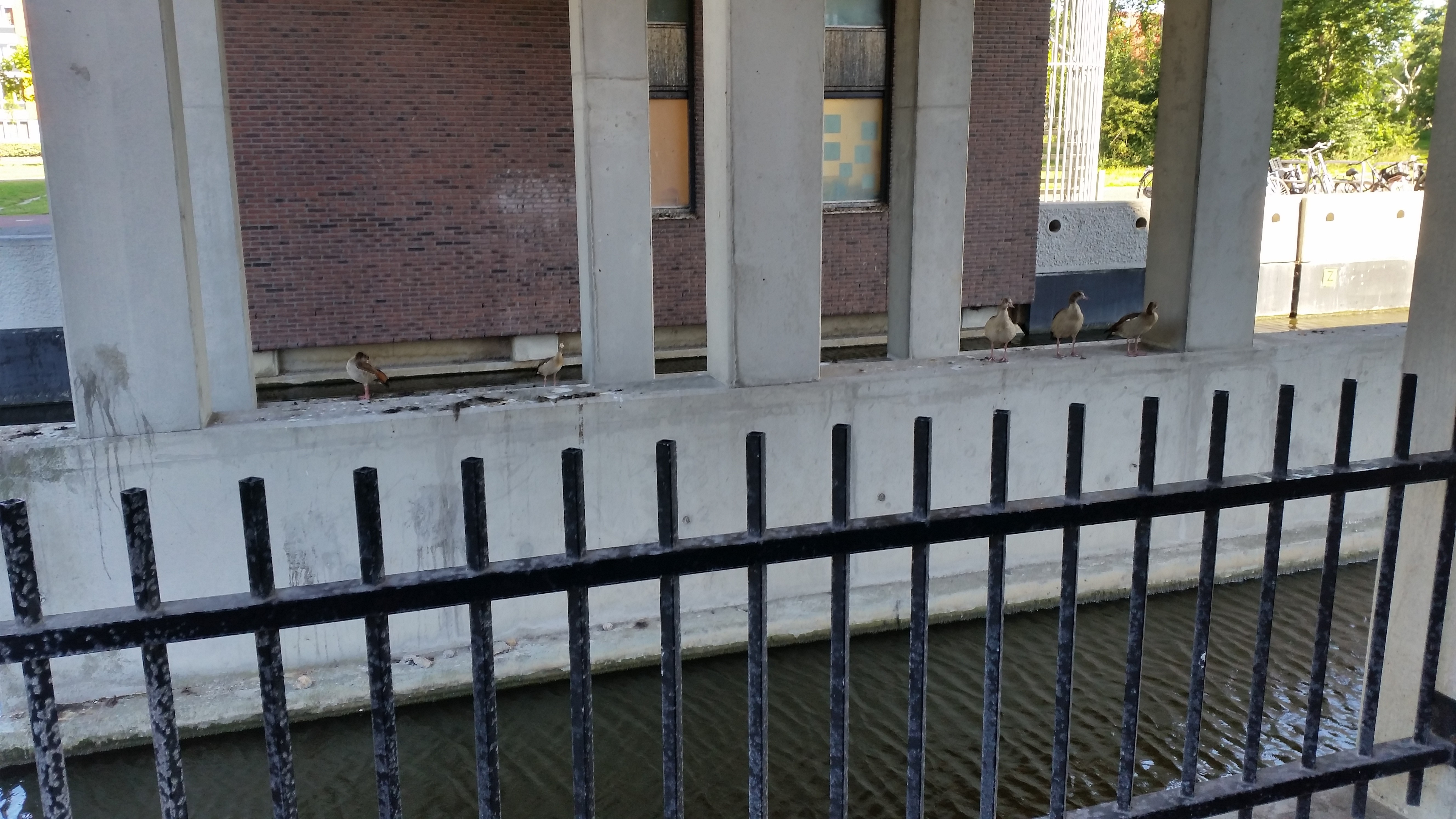
Onderdoorgang Florijn (augustus 2020)

Florijn is een flatgebouw in Amsterdam-Zuidoost. De naam is ontleend aan een buurtschap in Berkelland.

## Geschiedenis
Florijn werd begin jaren 70 opgeleverd als een van de honingraatvormige flats in de F-D buurt. Net als Frissenstein was het uit een stuk bestaande Florijn aan een D-flat (Develstein) gekoppeld, en met de hotelnummers 1-946 was het ook de langste van de F-flats.
In de jaren 80 en 90 werd Florijn geleidelijk opgeknapt: een schilderbeurt, afsluitbare deuren en extra liften in drie van de vier portieken.
Na de vliegramp van 4 oktober 1992 werd besloten de Bijlmermeer ingrijpend te veranderen; dit hield in dat veel flats moesten wijken voor laagbouw. Florijn werd in 1998 opgesplitst in een groot noordelijk en een klein zuidelijk gedeelte; hierbij gingen de nummers 9-920 en liftportiek 2/B tegen de vlakte. Florijn-Zuid kreeg een extra lift in de portiek en een wenteltrap aan het nieuwe einde; op de nummers 21-922 werd een hogere flat gebouwd als nieuw begin van Florijn-Noord.
In 2002 werd Florijn gerenoveerd door Vanschagen Architecten: kunststofballustrades, losse evenwichtsbalken (in plaats van doorlopende), betegelde liftportieken en maisonettes (in plaats van binnenstraatwoningen). Door de sloop van Develstein staat Florijn-Noord sinds 2008 op zichzelf. Op het voormalige niemandsland rond de (inmiddels verlaagde) oprit Gooiseweg is vervangende laagbouw gerealiseerd. Onder de voormalige aansluiting met Develstein liggen de bruggen 1107, 1108, en 1109.

## In de media
Op flat 405 (Florijn-Zuid) werden opnamen gemaakt voor een aflevering van de BNN-serie Van God Los (uitzending; 15 april 2012) waarin een vergaande pestcampagne uitmondde in een fatale steekpartij.